# Vermin Supreme

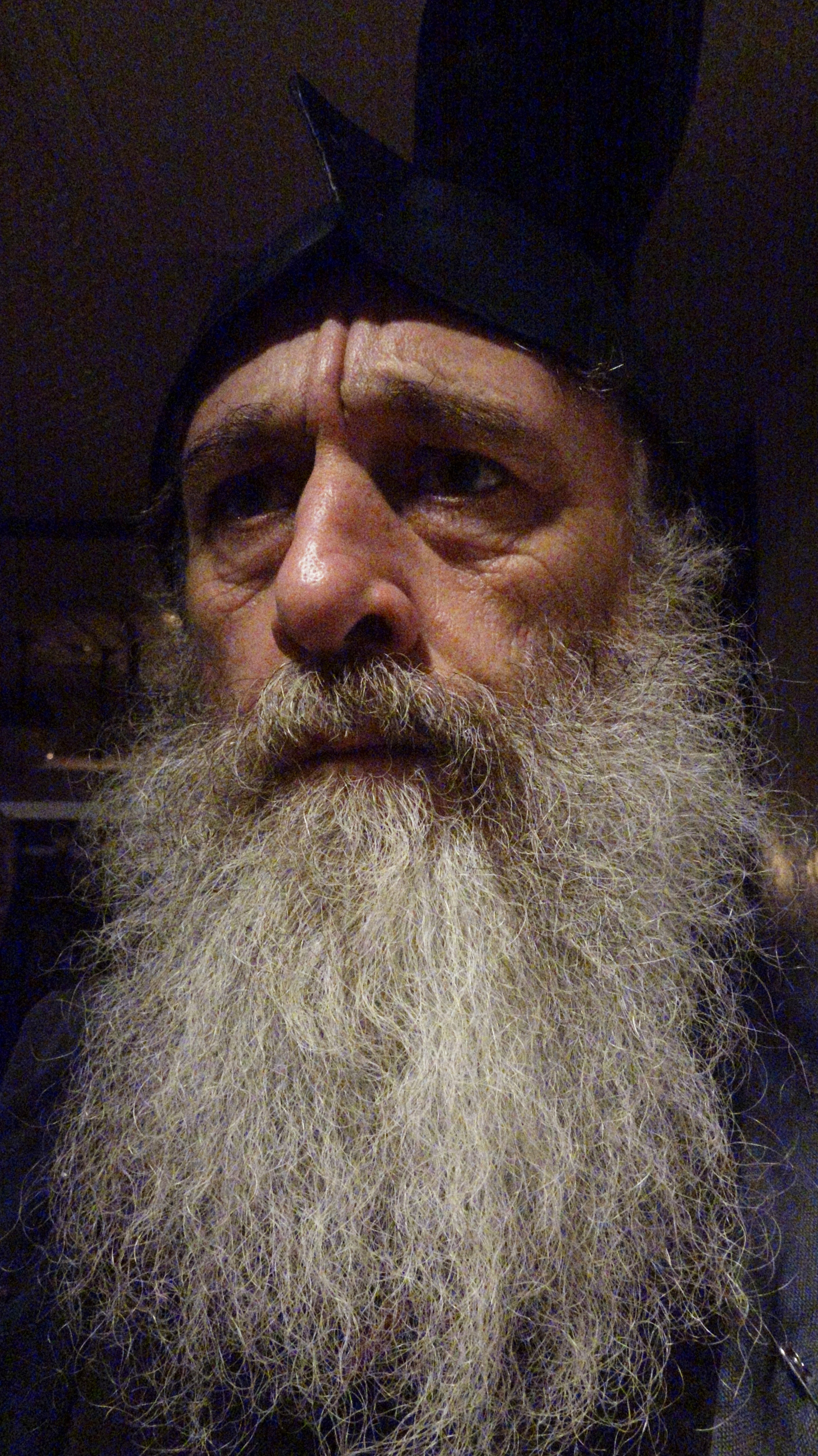
Vermin Supreme

Vermin Love Supreme (* červen 1961 Rockport) je americký performer a kandidát v prezidentských volbách 2016. Pseudonym Vermin Supreme (do češtiny se dá přeložit jako Svrchovaná havěť) si nechal zaregistrovat jako občanské jméno, jeho původní jméno není známo.

## Život
V roce 1986 se účastnil pochodu proti jaderným zbraním, o rok později neúspěšně kandidoval na starostu města Baltimore. V roce 2011 podpořil hnutí Occupy Boston, byl také mezi protestujícími proti summitu NATO v Chicagu 2012. Označuje se za anarchistu a svými recesistickými aktivitami paroduje nereálné sliby a řešení pseudoproblémů, typické pro současnou politiku. Oznámil, že pokud se stane prezidentem USA, zasadí se o to, aby každý Američan dostal zdarma ponyho jako ekologičtější alternativu automobilu. Součástí jeho programu je také povinné čištění zubů, příprava na možnou invazi zombies nebo státní podpora pro výzkum cestování časem. Pozornost vzbuzuje svým extravagantním vzhledem: mohutný plnovous, na hlavě čepice ve tvaru holínky a kolem krku množství pestrobarevných kravat. Režisér Steve Onderick natočil o jeho neúnavném politickém aktivismu dokument Who Is Vermin Supreme? An Outsider Odyssey.
- Ve volbách 2004 získal v republikánských primárkách 149 hlasů.
- Ve volbách 2008 získal v republikánských primárkách 43 hlasů.
- Ve volbách 2012 získal v demokratických primárkách 833 hlasů.[5]
- V listopadu 2015 složil tisícidolarovou kauci, aby se mohl účastnit demokratických primárek 2016.[6]